# Hibiscus sumbawanus
Hibiscus sumbawanus är en malvaväxtart som beskrevs av Otto Warburg, Amp; Ulbr. och Oskar Eberhard Ulbrich. Hibiscus sumbawanus ingår i Hibiskussläktet som ingår i familjen malvaväxter. Inga underarter finns listade i Catalogue of Life.